# Sanfermines
A Sanfermines (vagy Fiestas de San Fermín, azaz Szent Firminus-ünnepek) a spanyolországi Pamplona évente megtartott világhírű fesztiválja. A minden évben július 6-án pontban 12 órakor kezdődő és 14-én éjfélkor záródó rendezvény legnevezetesebb eseménye a bikafuttatás, de azon kívül számos más program is zajlik a fesztivál hete alatt.
Szent Firminus legendás vértanú tiszteletére már a 12. században is tartottak körmeneteket: az évszázadok során ebből alakult ki a mai fesztivál hagyománya. A bikafuttatásról is már vannak középkori feljegyzések: eredetileg a legelőről hajtották be az állatokat a belvárosba, és voltak, akik elkezdtek futni előttük. Ebből is hagyomány alakult ki, amit eleinte a település vezetése nem nézett jó szemmel, de a 19. században engedélyezték, egyúttal szabályozták is a bikafuttatást.
A rendezvény a pamplonai városházánál kezdődik a chupinazóval, azaz egy rakéta fellövésével, amit nagy, lelkes tömeg kísér figyelemmel. Szokás, hogy a fesztivál minden résztvevője ettől a pillanattól kezdve egy piros kendőt hord a nyaka körül, és azt csak a záráskor veszi le. Ettől kezdve az ünnepek minden napján zenés ébresztőt tartanak a belvárosban, majd 8 órakor kezdődik a bikafuttatás, utána pedig az úgynevezett óriások, nagyfejűk, kilikik és zaldikók felvonulása, amelynek során nagyméretű, látványos bábokat hordoznak végig táncolva az utcákon. Az utolsó nap éjféljén újra a városházánál gyűlik össze a tömeg, és a Pobre de mí című egymondatos dalocskát énekelve búcsúztatja el az ünnepeket.
A Sanfermines idejére olyan sok turista érkezik, hogy a város lakossága ez alatt az idő alatt megtöbbszöröződik. A bikafuttatás során gyakoriak a sérülések, sőt, néha halálos áldozatok is vannak: a 20. századtól kezdve átlagosan hétévente hal meg valaki.

## Története

### Eredete
A franciaországi Amiens-hez is köthető Szent Firminus az amiens-i hagyomány szerint egy hispaniai római vezető fia volt, aki a 3. század táján élt Pamplonában, és miután keresztény hitre tért, ő maga is részt vett a hittérítésben, sőt, püspökké is szentelték. Bár a később kivégzett püspök hamvai Amiens-ben nyugszanak, több relikviája ma is Pamplonában található. Nem tudni, hogy a szent történetének mennyi történelmi alapja van (többek szerint szinte semmi), de az bizonyos, hogy Amiens-ben már a 9. században ismert volt, Pamplonában pedig a 12. századtól kering ez a legenda, amióta Pedro de Paris érsek tudomást szerzett róla, és elkezdte elterjeszteni a városban, sőt, egy Firminus-ereklyét magával is hozott a helyi székesegyházba. Azóta azonban az eredeti történetet többször megváltoztatták (például a szent életét „áttették” az 1. századba), de az soha nem változott, hogy Firminus folyamatosan közkedvelt szent volt Pamplonában.

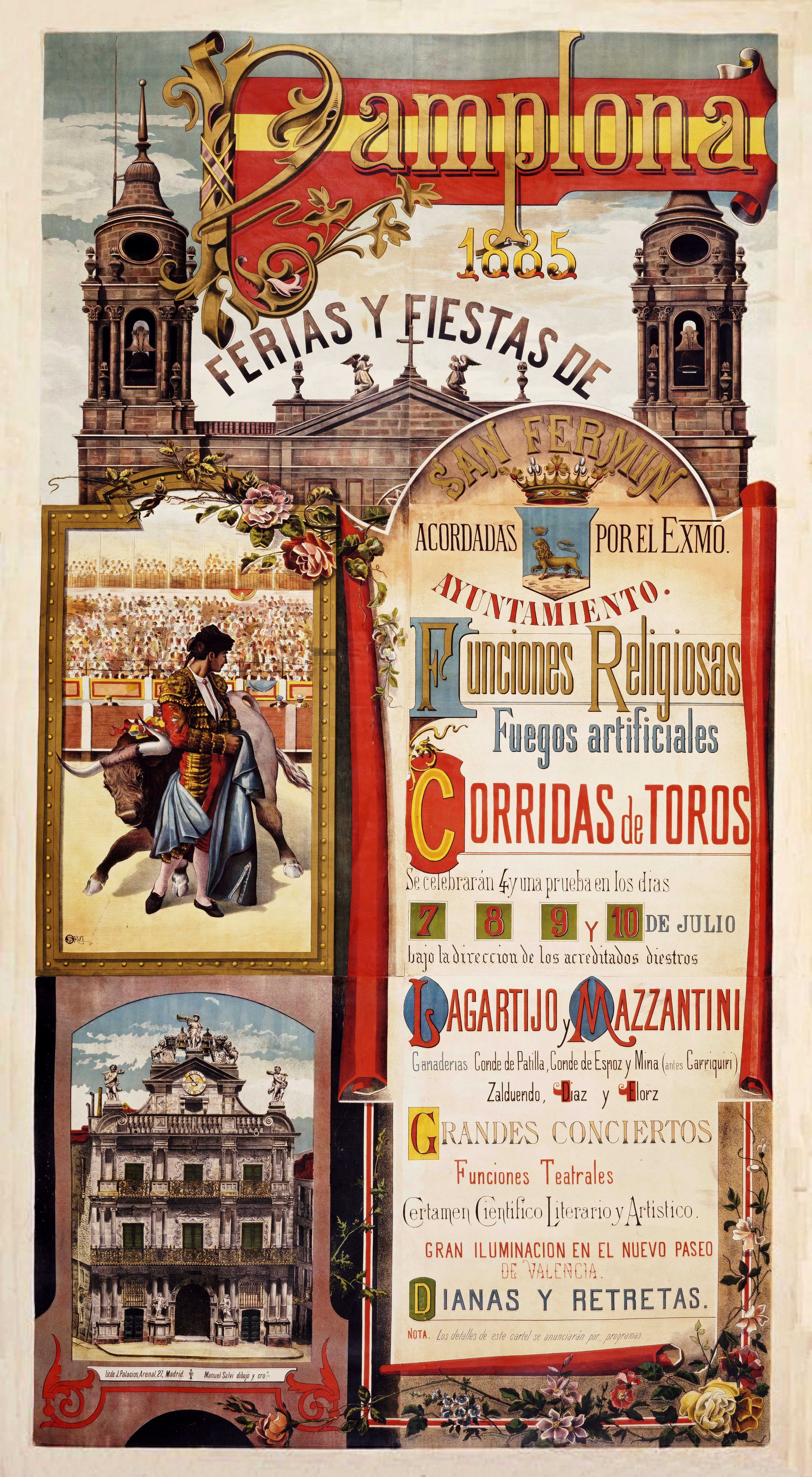
Az 1885-ös Sanfermines plakátja

Valószínű, hogy a Firminus tiszteletére tartott körmenetek már 1187 táján megjelentek, közvetlenül az után, hogy az érsek behozta a legendát Pamplonába. José María Corella egyik munkájában felhívja a figyelmet olyan, a 15. század második feléből származó, igaz, kétes hitelességű ábrázolásokra is, amelyek szerint már ekkor részt vettek a felvonuláson a mai zaldikókhoz hasonló lovas-táncosok, akik fából készült lovaikkal együtt táncoltak és dudát fújtak közben. Ugyanő állítja, hogy az első olyan írásos említés, ami konkrét dátumot ad meg a felvonulásnak, 1527-ből származik. Ekkor még október 10-én tartották a Firminus-ünnepet.
A 14. században egy kis, gótikus kápolna épült Firminus tiszteletére, ám helyette a 17. és 18. század fordulóján egy újat építettek (ma a kápolna a Szent Lőrinc-templom része). Ma is szokás, hogy a fesztivál résztvevői közül sokan, még a nem hívők is, ide járnak imádkozni a szenthez, például védelmet kérni tőle a bikafuttatásra. 1885-ben alakult meg a Corte de San Fermín nevű katolikus szervezet, amely manapság is tevékeny részese a fesztiválhoz kapcsolódó vallási ünnepeknek.

### A bikafuttatás története
Feljegyzések szerint Pamplonában már 1385-ben is voltak bikafuttatások, igaz, ezek még jelentősen különböztek a maiaktól. Az állatokat a legelőről hajtották be a városba, és miután egy lovas meghozta a hírt, hogy hamarosan megérkeznek az állatok, néhány városi fiatal verődött össze, majd a város tiltása ellenére – biztonságosan nagy távolságban – az utcákon futottak a bikák előtt.
1843-ig az állatok behajtása a Plaza del Castillo nevű téren ért véget, majd a következő 13 évben sokszor változott az útvonal: ez alatt az idő alatt két különböző városkapun léptek be, majd négyféle úton három más-más arénába érkeztek meg. Ezekben az időkben épült ki a vasút, az állatokat pedig elkezdték vagonokban szállítani, ami fölöslegessé tette az addigi lábon történő behajtást. Ennek (és a településvezetés nem támogató hozzáállásának) következtében a bikafuttatás szokása is szinte teljesen megszűnt, ám mivel a városlakók közül sokan ragaszkodtak hozzá, végül 1867-ben, ha már betiltani nem tudták, hivatalos szabályozás született róla: meghatározták például az időpontját, az útvonalat és a betartandó szabályokat.
Az 1920-as években az önkormányzat a Casa de Misericordia nevű, szegényeket segítő egyesületet bízta meg, hogy építse fel az új bikaviadal-arénát, és ehhez nekik adta a szükséges földterületet is. Az egyesület azóta is magára vállalja a bikafuttatás teljeskörű szervezését, kezdve a területet körülhatároló kerítések felépítésétől a bikák és viadorok leszerződtetéséig. A futtatás útvonala az aréna felépülte, 1922 óta lényegében változatlan.

### A chupinazo története
A fesztivál minden évben az úgynevezett chupinazóval kezdődik, vagyis azzal, hogy fellőnek egy rakétát a városháza erkélyéről. Tudjuk, hogy az Oroquieta nevű vállalat dolgozói már 1901-ben is lőttek fel rakétát a Castillo térről, hogy ezzel jelezzék az ünnepek kezdetét, de ebből akkor nem alakult ki rendszer. A hagyományt egy Juanito Etxepare nevű helyi polgár indította el, aki 1931-től kezdve évekig maga gyújtotta meg a rakétát, mígnem a polgárháború kitörése után agyon nem lőtték. 1939-ben Joaquín Ilundáin vette át Etxepare szerepét, majd 1941-ben, ugyancsak Ilundáin javaslatára, a rakétafellövés szokását olyan formában intézményesítették, ahogyan az ma is ismert. Ettől az évtől kezdve történik meg a „hivatalos” chupinazo a városházánál.
Amikor 1952-ben a városháza épülete újjáépítés alatt állt, a rakétát az ideiglenes városházáról lőtték fel, amelyet a mai Vínculo téren (akkoriban Plaza de la República Argentina) álló zene- és művészeti iskola épületében alakítottak ki. A gyújtózsinórt általában a városvezetéshez köthető személyek szokták meggyújtani, de 1964-ben Manuel Fraga információs és turisztikai miniszterre, később pedig néha neves sportolókra hárult ez a kitüntető feladat. Hogy pontosan ki végezheti el, azt a 2010-es évekig a mindenkori polgármester volt jogosult eldönteni. 1979-ben az akkori városvezető, Julián Balduz Calvo vezette be azt a szokást, hogy a rakétát a különböző helyi politikai formációk képviselői lőhessék fel, négyéves ciklusokban, kezdve a nagyobb, folytatva a kisebb mértékű képviselettel rendelkezőkkel.

### Az óriások és nagyfejűek felvonulásának története
A hagyomány úgy tartja, hogy az 1267-es Szent Firminus-körmenet alkalmával három „óriás” között tört ki egy kisebbfajta csata: ők név szerint Peru Suziales, Mari Suizales (Peru felesége) és Jusef Lukurari, az uzsorás voltak. Az első hiteles történelmi feljegyzés, amely óriásokat említ, azonban jóval későbbről, 1607-ből származik: ebből azt tudjuk meg, hogy egy Joanes de Azcona nevű személy volt az, akit megbíztak, hogy egy zenét szolgáltató vándorénekessel együtt mutassa be a városnak az óriások felvonulását. 1620-ban egy Joan de Torrobas nevű ács volt az, aki 88 realért elkészítette a város négy óriásfiguráját. Akkoriban az óriások felvonulása abból állt, hogy a bikafuttatás végén, sötétedéskor az óriásfigurákkal tettek néhány kört a téren, majd meggyújtották őket.

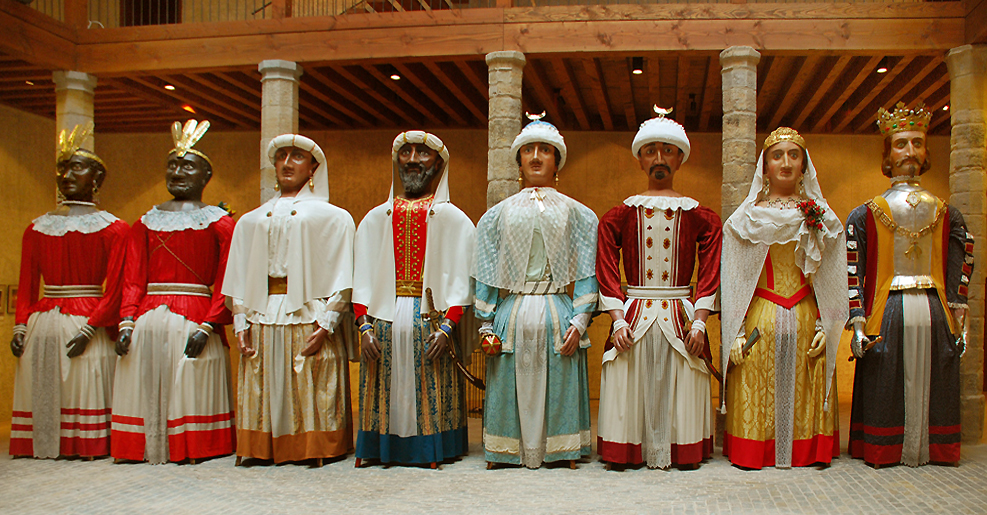
A nyolc óriásfigura a 21. században

1780-ban III. Károly spanyol király országszerte betiltotta az óriásbábok felvonulását, így Pamplonában is megszűnt ez a hagyomány. A város tulajdonában álló figurák el is vesztek, az egyházéit pedig elrejtették. Ezeket az elrejtett óriásokat 1813-ban egy ács találta meg, és mivel már nem volt érvényben a tiltás, segítségükkel újraindultak a felvonulások. Hamarosan a város is saját óriásokat, valamint a felvonulás többi résztvevőjét: nagyfejűeket, kilikiket és zaldikókat ábrázoló bábokat is vásárolt.
1860-ban egy helyi festő, Tadeo Amorena bemutatott egy olyan tervet a városnak, amelyben új, az addig használtaknál könnyebb és erősebb bábok készítését javasolta, amelyek megfogalmazása szerint „a világ négy részét” jelképezhetnék. A javaslatot jóváhagyták, Amorena pedig el is készítette a mindmáig használt figurákat. A ma is látható öt nagyfejű báb Félix Flores alkotása 1890-ből, míg a kilikik és a zaldikók többsége 20. századi gyártmány, de akad köztük néhány régebbi is.

### Elmaradt és félbeszakadt ünnepek
Amióta rendszeresen ünneplik a Sanferminest, nagyon kevés alkalom volt, amikor elmaradt vagy meg kellett szakítani az elkezdett rendezvényt. 1937-ben és 1938-ban a spanyol polgárháború miatt nem tartották meg, 1978-ban pedig, amikor már elkezdődött a Sanfermines, politikai okokból zavargások törtek ki a városban, a rendőrséggel történő összecsapások során pedig egy Germán Rodríguez nevű tüntető életét is vesztette. A városból elmenekültek a turisták, a fesztivált felfüggesztették. 1997-ben az ETA baszk szeparatista szervezet rabolt el és gyilkolt meg egy politikust, Miguel Ángel Blancót, és az ez elleni tiltakozásul, valamint a gyász jeléül felfüggesztették az éppen zajló ünnepeket. 2020-ban és 2021-ben a koronavírus-világjárvány miatt teljesen elmaradt a Sanfermines.

### A fesztivál történelmi dokumentumai
Két intézmény található Pamplonában, amely a Sanfermines többszáz éves történelmével kapcsolatban őriz különféle dokumentumokat.
A Községi Levéltár (Archivo Municipal de Pamplona) őrzi a világ legjelentősebb Sanfermines-fényképgyűjteményét, amely többek között Francisco Zubieta Vidaurre, Andrés Retegui Gastearena és José Joaquín Arazuri művein alapul, de itt található a fesztivál legnagyobb plakát- és programfüzetgyűjteménye, valamint a Szent Firminus-kápolnával kapcsolatos tervek és dokumentumok, és az önkormányzatnak az ünnephez kapcsolódó tevékenységének feljegyzései is.
A Casa de Misericordia levéltárában mintegy 300 év történelmi adatai lelhetők fel, főként a bikafuttatással és a bikaviadalok terével kapcsolatban. Megtalálható itt például olyan számla is, amely az 1920-as bikafuttatás területének körbekerítéséről szól, de itt is vannak fényképek, programfüzetek, plakátok és belépőjegyek is.

## Rendezvények, események, hagyományok
A fesztivál több mint egy hétig, egészen pontosan 8 napig és 12 óráig tart. Ez alatt az idő alatt a város lakossága a beözönlő turisták miatt megkétszereződik, sőt, hétvégén akár három- vagy többszörösére is duzzadhat. A Sanfermines szinte minden rendezvényét az utcákon és tereken tartják.

### A chupinazo vagy txupinazo
A Sanfermines kezdetét július 6-án déli 12 órakor egy rakéta fellövésével jelzik: ezt az eseményt nevezik chupinazónak (vagy baszkosan: txupinazónak). Az esemény helyszíne a városháza, amelynek erkélyén megjelenik a várost vezető testület: hagyományosan valamelyikük volt a megbízott, hogy elindítsa a fellövést, valamint spanyol és baszk nyelven egy hagyományos felkiáltással köszöntse az összegyűlteket: ¡Pamploneses, Iruñatarrok, Viva San Fermín, Gora San Fermin!, azaz „Pamplonaiak, éljen Szent Firminus!”. Manapság már a Sanfermines Kerekasztalba tömörült szervezetek (a városlakók szavazatait figyelembe véve) határoznak arról, ki nyithatja meg a fesztivált. Lent a téren hatalmas tömeg gyűlik össze, és amikor megtörténik a chupinazo, lelkes ünneplésben tör ki, sokan pezsgőt bontanak, mások énekelni, rikoltozni és táncolni kezdenek. Vannak, akik nem csak pezsgővel, de a legkülönfélébb anyagokkal locsolják vagy szórják be a sokaságot: sangríával, mustárral, kakaóval, liszttel, borotvahabbal stb. Akik nem férnek be a viszonylag szűk térre, a Castillo téren óriáskivetítőn is nézhetik az eseményt, illetve a Sarasate sétányon is van lehetőség az ünneplésre.

### Zenés ébresztő

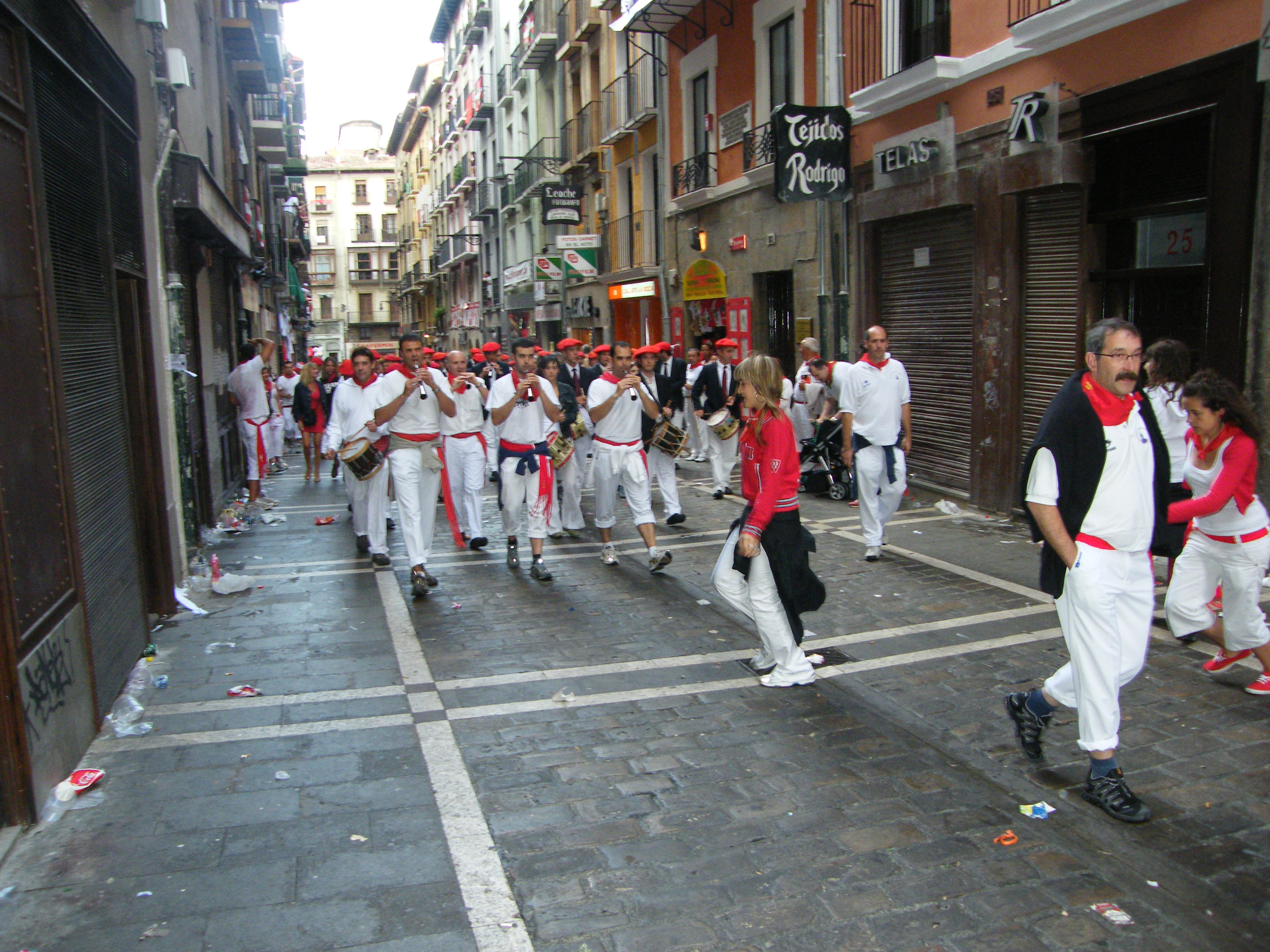
Az utcán vonuló zenészek

A rendezvény minden napján reggel 6:45-kor zenekarok indulnak útnak a történelmi belváros utcáin, hogy zenés ébresztőt fújjanak a lakosoknak és az itt elszállásolt turistáknak. A városi La Pamplonesa zenekaron kívül katonazenészek, dudások és txistularisok vesznek részt ezen az eseményen. Őket egyre több civil követi, akik szintén beállnak énekelni, amikor pedig véget ér egy-egy dal, rögtön kiáltozni kezdenek, hogy most melyiket szeretnék hallani.

### A bikafuttatás
A fesztivál világszerte leghíresebb eseménye a bikafuttatás, amit július 7-től 14-ig minden nap egyszer, reggel 8 órakor kezdve tartanak meg. A futtatás során hat vad bikát eresztenek szabadon egy deszkákból ácsolt kerítésekkel körbezárt területen a belvárosban, ahol egy 875 méteres távon lehet előttük futni. Az eseményen bárki, aki elmúlt 18 éves, ingyen és regisztráció nélkül részt vehet, de vannak feltételek, amelyeket szigorúan be kell tartani: az egyik ilyen, hogy tilos előtte alkoholt fogyasztani. A bikafuttatáson átlagosan mintegy 2000 ember szokott részt venni egy-egy alkalommal.

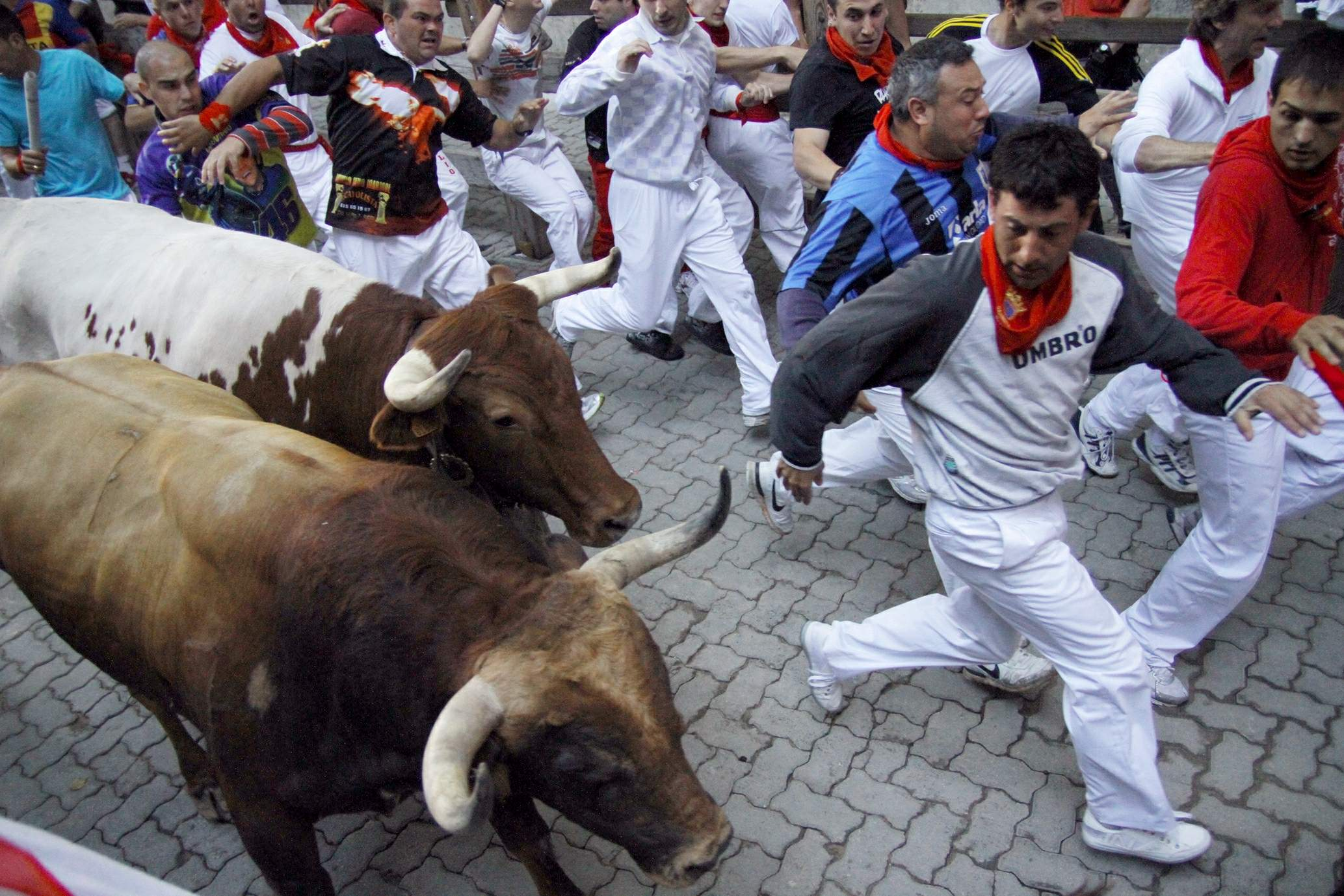
Bikákkal futó emberek 2016-ban

Már amikor az éjszaka véget ér, a szervezők elkezdik a mellékutcákat egy dupla kerítéssel eltorlaszolni, a futtatás útvonalát pedig kitakarítani. Aki még az elkerített területen tartózkodik, annak el kell hagynia ezt a részt; ezután az egyetlen lehetőség a belépésre a fél 7 és fél 8 közötti időszakban van, a városháza előtti térnél kialakított kapun keresztül. A nézőknek a második biztonsági kerítésen kívül kell lenniük. A szervezők ezek után négy rakétalövéssel jelzik, hogy hol tart most az esemény. Az elsőt 8 órakor lövik fel, ezzel jelezve, hogy kinyitották a bikák karámját. A másodikat akkor lövik ki, amikor az utolsó bika is elhagyta a karámot, a harmadikat az esemény végefelé, amikor már mindegyik állat az arénába érkezett, a negyediket pedig akkor, ha az arénán belül is az összes bika az ottani karámba került.
A bikafuttatás útvonala a következő: az Arga folyó mellett található Santo Domingo lejtőről indul, majd a Santo Domingo utcán délkelet felé haladva éri el a városházát. Itt az épület előtti téren átvágva az útvonal nagyjából keletre fordul, és a Mercaderes utcán folytatódik. Amint eléri az Estafeta utcát, azon indul el ismét délkeletre, és egészen a bikaviadalok teréig folytatódik egyenesen, ahol az arénában véget ér.
Aki beáll futni a bikák közé, azt javasolják, először lassan fusson, majd amikor látja, hogy hátulról közelednek a bikák, akkor kapcsoljon teljes sebességre, végül, miután vérmérsékletének megfelelő közelségbe hagyta őket érni, térjen ki az útjukból, lehetőleg úgy, hogy más futókat se veszélyeztessen közben. Mindehhez az szükséges, hogy a futó folyamatosan előre és hátrafelé is tekintgessen. Nem szabad a bikák figyelmét külön felhívni magunkra, ingerelni őket: enélkül ugyanis senkit nem támadnak meg az állatok, csak szeretnének mielőbb végighaladni az útjukon. Azt is tanácsolják, hogy aki elesik, az addig ne keljen fel, amíg az összes bika el nem haladt már mellette vagy fölötte (az állatok próbálják átlépni, átugrani a földön levő akadályokat), addig pedig a földön fekve védje a fejét a kezeivel, és ne mozduljon. Nem jó ötlet a bikák mögött futni, mert előfordulhat, hogy ezzel valamelyiknek elterelődik a figyelme, és esetleg megfordul. Ugyancsak nem ajánlott az állatok megérintése, a tárgyak bevitele, és az sem, hogy futás helyett álldogáljon valaki az útvonalon.

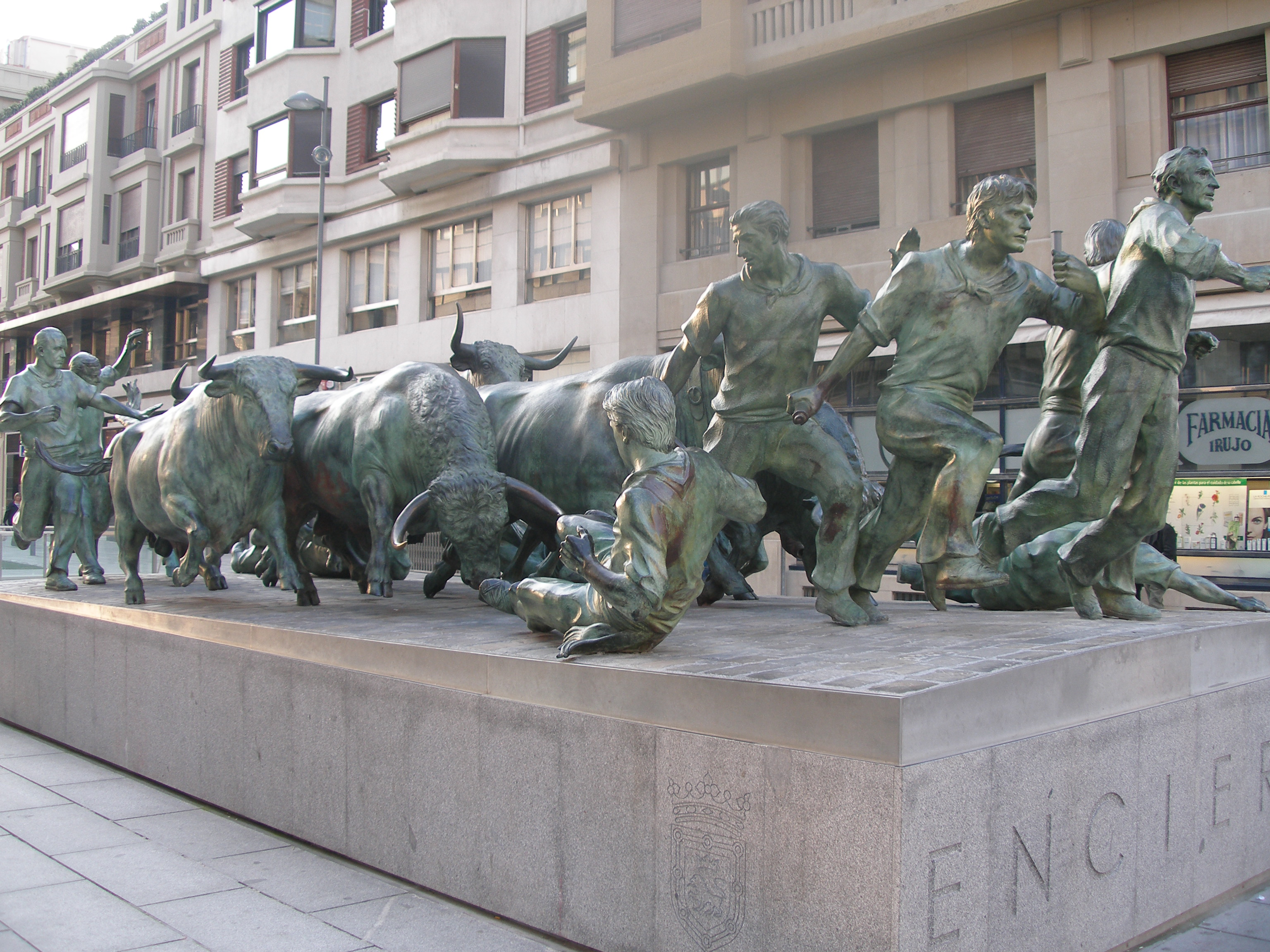
A bikafuttatást ábrázoló szoborcsoport a pamplonai Roncesvalles utcában

A legveszélyesebb szakasznak a Santo Domingo utca számít, mivel itt a frissen szabadon engedett állatok még gyorsabban futnak, sőt, a városházához közeli utcaszakaszon nincs lehetőség elrejtőzésre sem. Szintén veszélyes hely, amikor a Mercaderes utcáról befordulnak az Estafetára, mert itt az éles kanyarban gyakran az is megtörténik, hogy a nagy lendülettel érkező állatok nekiütköznek a kerítésnek vagy a falaknak. Ezért itt a belső íven ajánlott tartózkodni. Az Estafeta utcára már jellemzően fáradtabban, lassabban érkeznek meg a bikák, de itt az okozhat külön veszélyt, hogy előfordulhat, hogy egy-egy állat az előző kanyarban történő ütközés miatt elszakad a többitől, és magányosan fut tovább. Amikor ez az utca véget ér, és már feltűnik a bikaviadalok tere, az utca enyhén lejteni kezd, amitől a bikák ismét felgyorsulhatnak, így megint veszélyesebbé válnak. Az aréna szűk bejáratánál a torlódás hordozza a legtöbb veszélyt, és amint beért valaki a küzdőtérre, érdemes nem a tér közepe felé haladni tovább, hanem rögtön irányt változtatva kitérni oldalra, hogy a bikák egyenesen futhassanak tovább. Itt már megjelennek a zöld inget viselő, és kezükben kendőt tartó dobladorok, akik a megfelelő helyre terelik az arénába bejutott állatokat, hogy a futtatás rendben véget érhessen. Délután a beérkezett állatok részvételével bikaviadalokat rendeznek, a nap végére így az összes állat elpusztul.

### Az óriások, nagyfejűk, kilikik és zaldikók felvonulása
Több évszázados hagyomány, hogy a belváros utcáin különféle érdekes figurák vonulnak fel, a nézelődő embertömeg közé keveredve. Ma összesen 25 van belőlük, amelyek négy csoportba sorolhatók:
- Óriások (gigantes): Ezek a több mint 4 méter magas alakok négy királyt és négy királynét jelenítenek meg: egy-egy párt Európából, Ázsiából, Amerikából és Afrikából. Egy figura tömege 59 és 64 kg között van, és mindegyiket egy ember hordozza, sőt, a velük vonuló dudások zenéjére táncoltatja is.
- Nagyfejűk (cabezudos): Számuk öt, és szintén nagy méretű bábok, de főleg a fejük nagy. Többnyire a hatalom képviselőit személyesítik meg, komoly arcuk és ünnepélyes járásuk van. Nevük: Polgármester (Alcalde), Tanácsos (Concejal), Nagymama (Abuela), valamint Japonés és Japonesa, azaz japán férfi és nő. Ha a gyerekek kérik, barátságosan kezet fognak vagy pacsiznak velük.
- Kilikik: Hat ilyen létezik, és jóval mogorvább arcúak és „gonoszabb” viselkedésűek, mint a hozzájuk egyébként hasonló kinézetű, és valamivel nagyobb termetű nagyfejűk. A kilikik háromszögletű, fekete kalapot viselnek, kezükben pedig egy pálcára kötött (valójában puha, könnyű és veszélytelen) buzogányféleséget tartanak, amellyel a gyerekeket ijesztgetik és kergetik, sőt, akit csak érnek (gyerekeket és felnőtteket egyaránt), folyamatosan ütögetik, csapkodják is vele. Nevük: Coletas, Patata, Barbas, Verrugas (vagy Berrugón), Napoleón és Caravinagre; ezeket körülbelül úgy lehetne lefordítani, mint Copfos, Krumpli, Szakállas, Szemölcsös, Napóleon és Ecetarcú.
- Zaldikók: Nevük a ló baszk nevéből származik, mivel lófigurákról van szó, amelyek belsejében egy ember áll, hasonlóan ahhoz, mintha a lovon ülne. Kezükben ugyanolyan „fegyvert” tartanak, mint a kilikik, és szintén a gyerekeket kergetik velük. Szintén hatan vannak: közülük ötnek a lova barna, egyé fehér.[16]

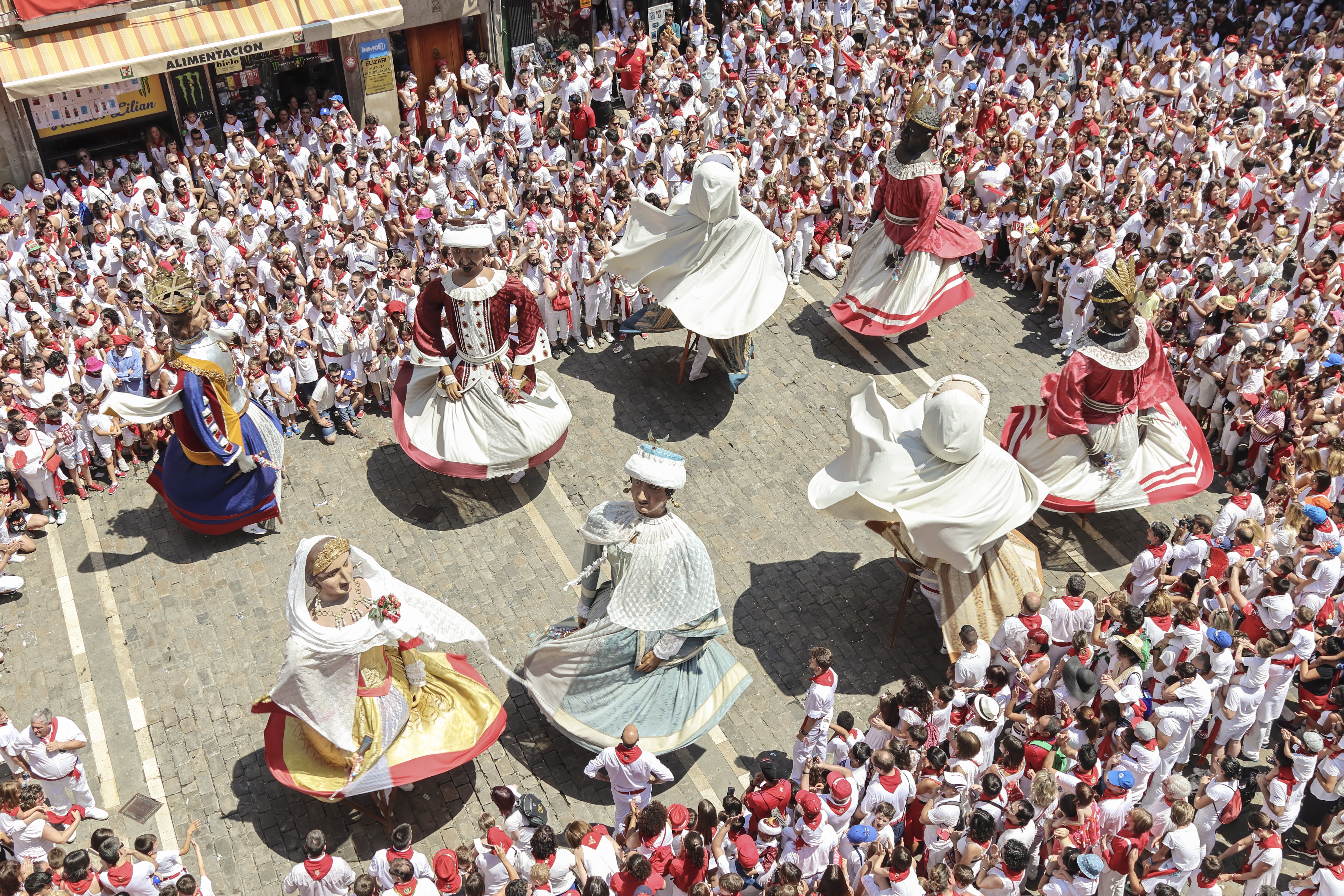
Óriások
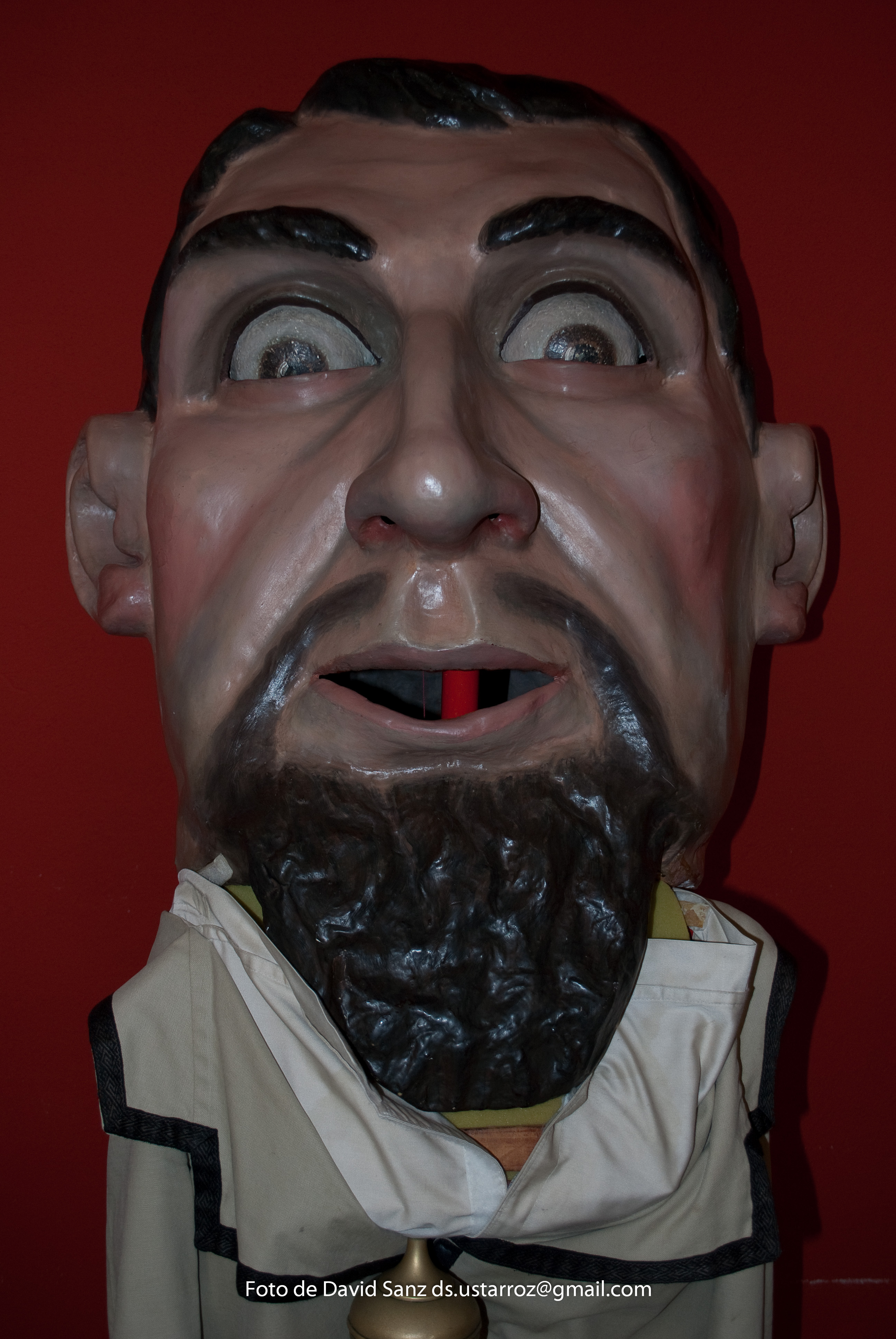
A Polgármester nevű nagyfejű
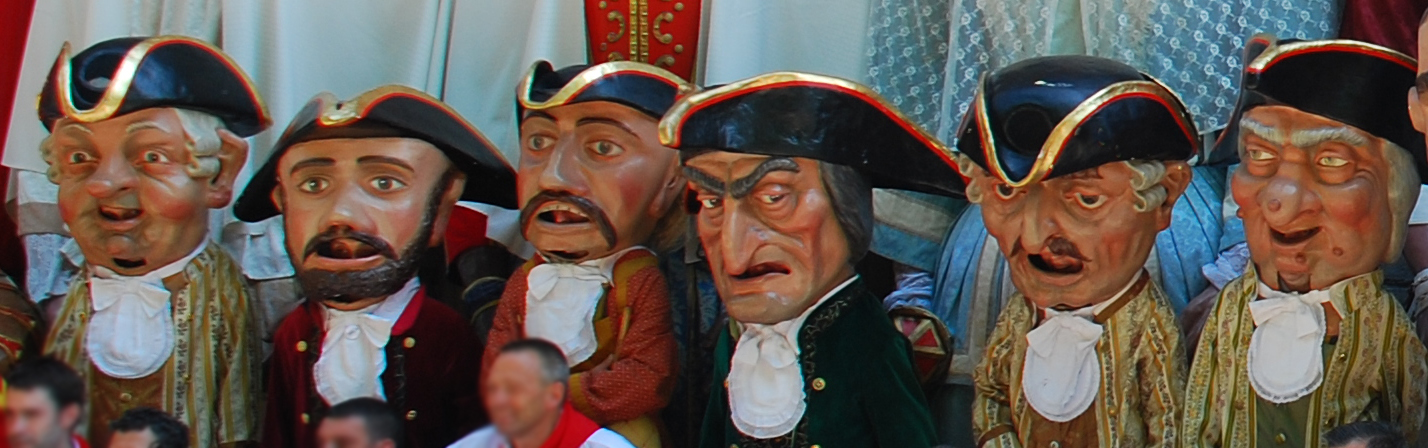
A hat kiliki
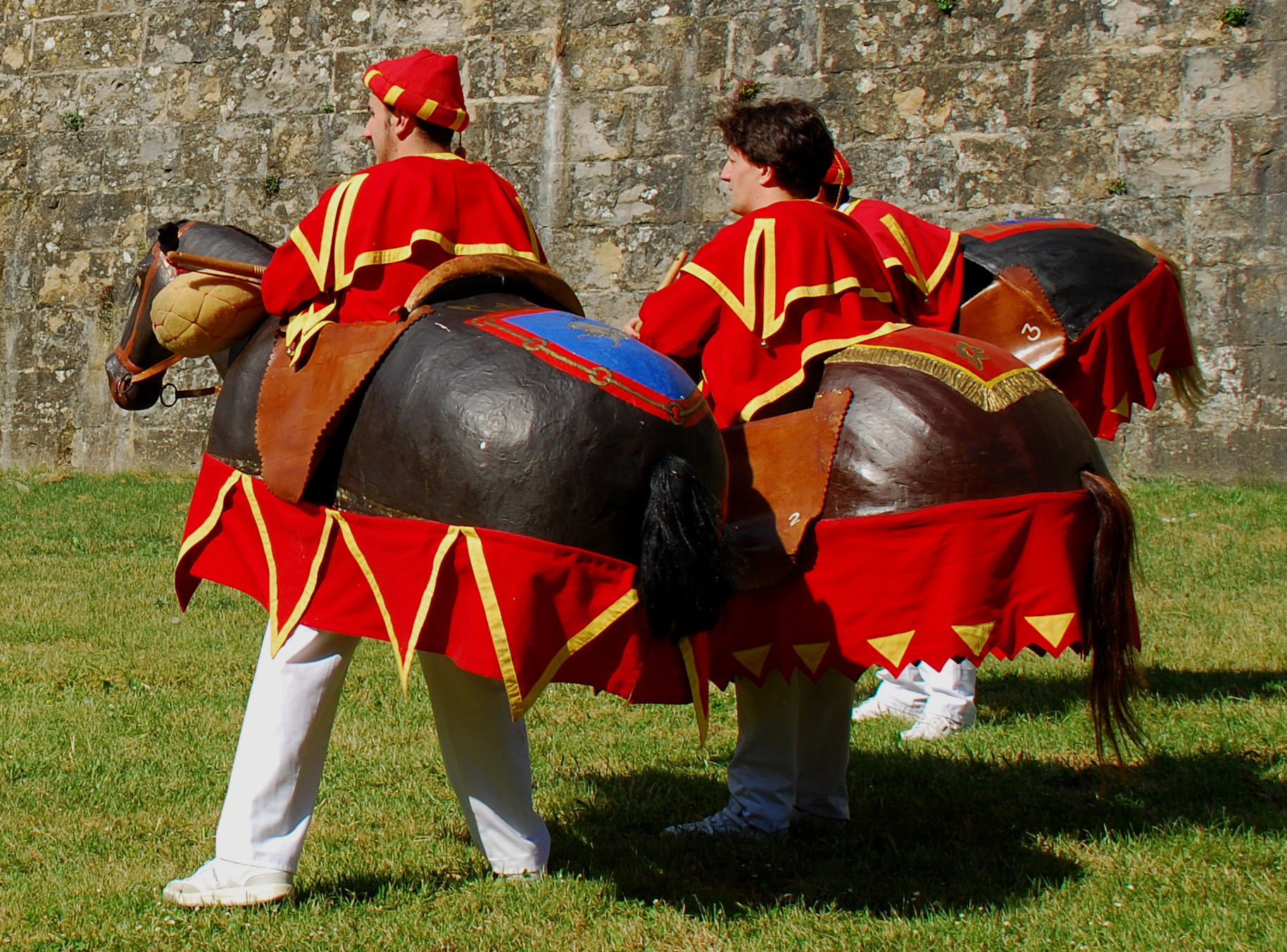
Két zaldiko

A felvonulás a fesztivál hetének minden napján reggel 9:30-kor kezdődik a buszállomásnál (kivéve a hatodik napot, mert akkor délután 16:30-kor), és minden nap más-más útvonalon haladnak a történelmi belvárosban. 14-én, az utolsó napon egy táncos „óriásbúcsúztatót” is tartanak a buszállomáson.

### Vallási események
Már július 6-án, amikor a fesztivál még csak épphogy elkezdődött, a Corte de San Fermín szervezet már Szent Firminus napjának előestéjét is megünnepli, míg másnap délelőtt 10 órától körmenettel emlékezik meg a város védőszentjéről. Az ünnepi hét utolsó napján, 14-én 11 órakor újabb körmenetet tartanak, az úgynevezett Octavát (jelentése: „nyolcadik”), amelyen a városházi testület is részt vesz.

### Pobre de mí – a fesztivál zárása
A Sanfermines július 14-én éjjeli 12-kor ér véget, ugyanott, ahol elkezdődött: a városháza előtti téren, ahol hatalmas tömeg gyűlik össze. A polgármester az erkélyről bejelenti az ünnep végét, és meghív mindenkit a következő évire, majd pedig a sokaság elkezdi ismételgetve énekelni az úgynevezett Pobre de mí-t: ez egy pár szóból álló, énekelhető „mondóka”, ami kifejezetten erre az alkalomra illik: Pobre de mí, pobre de mí, que se han acaba(d)o las fiestas de San Fermín, ami nagyjából annyit jelent: „Jaj nekem, jaj nekem, mivel véget ért a San Fermín-ünnep”. Az összegyűlt tömeg égő gyertyákat tart a levegőbe, és kicsomózza az addig a nyaka köré kötve hordott piros kendőket, a szomszédos Burgos térről pedig tűzijátékokat lőnek fel. Akik nem férnek el a városházánál, két alternatív helyszínen szoktak összegyűlni: a Castillo téren és a Consejo téren. Sokan a hivatalos zárás után is még órákig buliznak az utcákon.

### Egyéb
Nem helyi eredetű szokás, de a külföldi turisták körében gyakran előfordul az úgynevezett szökőkútugrás: ennek során valaki felmászik a több méter magas Fuente de Navarrería nevű szökőkútra, majd onnan leugrik. A sérülésveszély miatt ezt a szokást az önkormányzat igyekszik eltüntetni, de sikertelenül.

## A piros kendő

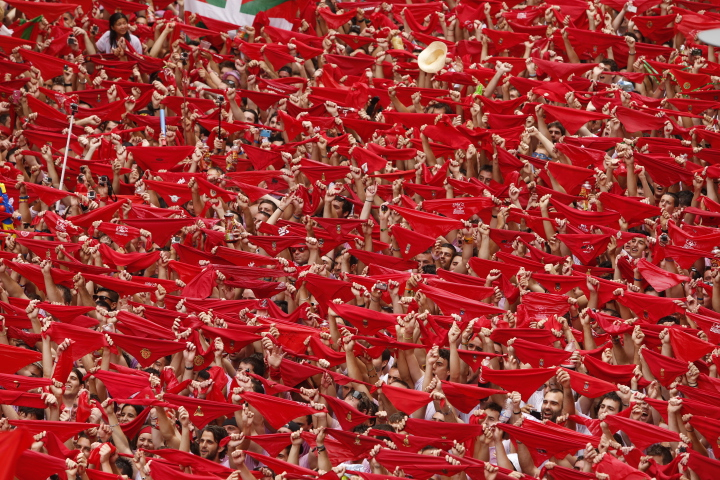
Kendőjüket feltartó emberek tömege

A fesztivál jellegzetes jelképe a háromszögletű (vagy háromszögűre félbehajtott négyszögű) piros kendő, amelyet az ünnepek idején (általában fehér felsőruhát viselve) az emberek a nyakuk köré kötnek. A turisták számára sokhelyütt árusítják őket.
Eredetéről nincs biztos információ, de vannak, akik úgy gondolják, onnan ered, hogy a papok is vörösbe öltöznek egy-egy katolikus vértanú ünnepén, és ezért emlékeznek meg a helyiek is lefejezett védőszentjükről ilyen módon. Más elképzelés szerint a bikákat ingerlő vörös kendő vagy Navarra zászlaja lehetett az ihletője.
A kendőnek simának kell lennie, és gyakran díszíti azt Szent Firminus képe vagy Pamplona címere. Mielőtt a fesztivált megnyitó chupinazo megtörténik, az emberek a kendőt csak a csuklójukra kötik, vagy egyszerűen a kezükben fogják vagy a zsebükben tartják, de amint fellövik a rakétát, onnantól kezdve egész héten a nyakuk köré kötve „kell” viselni. Miután július 14-én elhangzott a fesztivált lezáró dal, sok kendőt a Szent Lőrinc-templom külső rácsaira kötnek.

## Biztonsági kérdések
A bikafuttatás vagy a szökőkútról történő leugrás során előfordulhat, hogy a résztvevők megsérülnek, sőt, ritkán, de halálos balesetek is történnek. Az első halálos áldozat 1910-en vesztette életét, míg a tizenhatodik 2009-ben. 1947-ben és 1980-ban volt olyan nap, amikor ketten is meghaltak. A halottak többsége spanyol állampolgár volt, de egy mexikói és amerikai is akadt köztük. A legfiatalabb áldozat 17, a legidősebb 62 éves volt.
Amennyiben valaki megsérül, azt a készültségben álló orvosi csapatok azonnal ellátják, de külföldi polgárok esetén ezután a gyógyítás költségeit kiszámlázzák. A fizetés elkerülése érdekében előzetesen lehet biztosítást is kötni, de vannak olyan biztosítók, amelyek eleve kizárják, hogy a Sanferminesen szerzett sérülések után megtérítsék a költségeket, illetve vannak olyan utazási irodák, amelyek aláíratnak egy papírt, amelyben az utazó előre lemond arról, hogy követeléseket támaszthasson, ha sérülést szenved a fesztiválon.

## A Sanfermines az irodalomban
Sokan Ernest Hemingway Fiesta – A nap is felkel című regényéből ismerik a Sanferminest: ennek története ugyanis jelentős részben Pamplonában játszódik és az ünnephez köthető. Ugyancsak megjelenik a fesztivál, igaz, kevésbé központi szerepben James Michener The Drifters című könyvében is.

## Állatvédők tiltakozásai
Spanyolországban a bikaviadalok és a hasonló rendezvények régóta vitatott témának számítanak. A 21. század elejétől a Sanfermines alkalmával is rendszeressé vált, hogy állatvédő aktivisták százas nagyságrendben tüntetnek Pamplonában a bikafuttatás és az azt követő bikaviadalok ellen, részben azért, mert az állatokat így végül kivétel nélkül elpusztítják, részben pedig azért, mert már a futtatás során is sok stressz éri őket. Az AnimaNaturalis nevű szervezet többszázezer aláírást is gyűjtött a honlapján annak érdekében, hogy a Sanfermines „vér nélkül” zajlódjon le.